# Listă de mărci de țigări

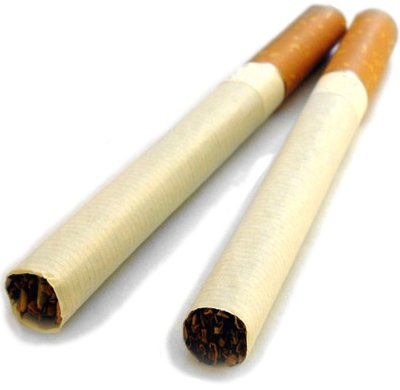

 Tutunul dăunează grav sănătății – Directiva Consiliului CE 89/622/CCE 

## A
- Amiral
- Ancient Porcelain
- Angelescu
- Anturet
- Ashima
- Assos
- America
- Apollonia
- Arberia
- Aroma
- Ateneu
- Atlantis
- Aviator

## B
- Basic
- Belomorkanal
- Benson & Hedges
- Black Stone
- Bond Street
- Burton
- B.T.
- Bong Sen
- Bastos
- Bucegi
- Bega
- Blue
- Brass
- Bucium
- Bucuresti

## C
- Cismigiu
- Camel
- Capri
- Carlton
- Carpați
- Chesterfield
- Cohiba
- Corsar

## D
- Doina
- Dacia
- Davidoff
- Death
- Derby
- Diplomat
- Djarum
- Doral
- Double Happiness
- Du Maurier
- Dunhill
- DS

## E
- Eclipse
- Elixyr
- Ernte 23
- Escort
- Eve
- Ese

## F
- Fast
- Fortuna

## G
- Gauloise
- Gitanes
- Gold Flake
- Golden Monkey
- Gold Star
- Gudang Garam
- Golden Deer
- Golf

## H
- HB
- Hollywood
- Hongtashan
- HElikon
- Hilton

## J
- Jin Ling
- John Player Special (JPS)

## K
- Kent
- King
- Kool
- Kiss
- Kim
- Kruja

## L
- L&M
- Lambert & Butler
- Liggett Select
- Litoral
- Lucky Strike
- Ligeros

## M
- Marlboro
- Maro
- Marvel
- Mărășești
- Merit
- Mild Seven
- Mocne
- Monte Carlo
- More
- Morley
- Mustang
- Murrati
- Max
- Marble
- Moods'
- Mevius

## N
- Nat Sherman
- Natural American Spirit
- Nefertiti
- Newport
- Noblesse
- Naționale
- Next
- Nature

## O
- Omei
- Opal

## P
- Plugaru
- Papastratos
- Pall Mall
- Parisienne
- Parliament
- Players
- Premier
- Prince
- Pyramid
- Philip Morris
- Pescarus
- Port
- Popular

## Q
- Quest

## R
- Regal
- Richmond
- Romeo y Julieta
- Ronson
- Rothmans
- Roxboro
- Red & White
- RT
- Rarau

## S
- Salem
- Sampoerna
- Select
- Silk Cut
- Snagov
- Sobranie
- Superkings
- Sunday's
- Saint George
- State Express 555
- State Line

## T
- Tareyton
- Tijuana Smalls
- Timis
- Top
- Torch

## U
- Uno
- Unirea

## V
- Viceroy
- Virginia Slims
- Vogue
- Virginia

## W
- West
- Winfield
- Winston
- Woodbine
- Winchester

## Z
- Zhongnanhai
- Zet
- Zero
- Zefir